# Richtlinie 2005/28/EG über Grundsätze und Leitlinien der guten klinischen Praxis
Die Richtlinie 2005/28/EG zur Festlegung von Grundsätzen und ausführlichen Leitlinien der guten klinischen Praxis für zur Anwendung beim Menschen bestimmte Prüfpräparate sowie von Anforderungen für die Erteilung einer Genehmigung zur Herstellung oder Einfuhr solcher Produkte wurde am 8. April 2005 von der Kommission der Europäischen Gemeinschaft erlassen. Mit ihr wurden die Grundsätze und Leitlinien der guten klinischen Praxis (GCP) für zur Anwendung beim Menschen bestimmte Prüfpräparate sowie Anforderungen für die Erteilung einer Genehmigung zur Herstellung oder Einfuhr solcher Produkte festgelegt.
Sie stützt sich auf die Richtlinie 2001/20/EG über die Anwendung der guten klinischen Praxis des Europäischen Parlaments und des Rates vom 4. April 2001 zur Angleichung der Rechts- und Verwaltungsvorschriften der Mitgliedstaaten über die Anwendung der guten klinischen Praxis bei der Durchführung von klinischen Prüfungen mit Human-Arzneimitteln, insbesondere auf Artikel 1 Absatz 3, Artikel 13 Absatz 1 und Artikel 15 Absatz 5.
Sie ist in folgende sieben Kapitel unterteilt:
- Gegenstand
- Gute Klinische Praxis für die Planung, Durchführung, Aufzeichnung und Berichterstattung klinischer Prüfungen
- Genehmigung der Herstellung oder Einfuhr
- Als fortlaufende Akte zur Dokumentation (Trial Master File) und Archivierung
- Inspektoren
- Inspektionsverfahren
- Schlussbestimmungen

Die Richtlinie wurde durch die Durchführungsverordnung (EU) 2017/556 vom 24. März 2017 aufgehoben.